# 駱品達
駱品達（1955年—），加拿大政治人物，現任卑詩省素里市長，2022年就任。她從2018年-22年間任職素里市議會議員，2001年-05年間則以卑詩自由黨黨員身份擔任卑詩省議會素里青木選區議員，期間曾在省長金寶爾內閣中任職精神健康及癖癮服務省務廳長。

## 生平
駱品達生於卑詩省溫哥華，1979年至1983年間任職列治文兒童服務協會的辦公室經理，1985年至2001年間則任卑詩省酒精持牌人及零售商協會行政總監。她於1975年與約翰結婚，兩人育有兩名子女，1980年起一家居於素里。
2001年卑詩省省選，駱品達代表卑詩自由黨競逐省議會素里青木選區議席，擊敗尋求連任的新民主黨候選人韓慕儀當選該區省議員。她在該屆省議會中出任財政及政府服務專責常務委員會主席，以及省議會教育常務委員會、多元文化委員會、女性黨團委員會和執政黨黨團衛生委員會成員。2004年9月，她獲省長金寶爾任命為精神健康及癖癮服務省務廳長。2005年省選她再度與韓慕儀對壘，這次則敗予韓慕儀而卸任省議員。
駱品達後於2006年和2008年聯邦大選中代表加拿大自由黨競逐國會下議院菲列活—科爾斯港選區議席，但兩次皆敗予在任的保守黨候選人尼娜·葛瑞華。2014年市選，駱品達代表素里團隊（TeamSurrey）競選素里市議員，以2.28%得票在眾候選人中排行第18位而告落選。2017年省選，她再度代表卑詩自由黨競逐素里青木選區議席，但不敵新民主黨候選人辛若那。期間她曾任卑詩省按摩治療師協會行政總監。
她於2018年市選代表安全素里聯盟競選素里市議員並告當選。同屬該黨的市長麥卡勒姆（Doug McCallum）計劃成立素里市警隊取代在該市執法的皇家騎警素里分局，駱品達原本有所支持。然而在往後數月間，駱品達對麥卡勒姆處理警隊交替的作風漸生不滿，最終於2019年6月退出該黨成為獨立市議員；2020年1月她則與另一名市議員成立新黨素里連線（Surrey Connect）。她於2021年7月宣布代表素里連線競選市長，政綱包括取消警隊交替計劃。
2022年市選，駱品達擊敗麥卡勒姆和何國定等人當選素里市長。市議會其後表決通過取消成立市警並沿用皇家騎警，但省府則於2023年7月指令市政府繼續進行警隊交替計劃。駱品達於同年10月發表聲明，表示市政府就此尋求司法覆核，但卑詩最高法院則於2024年5月駁回該項訴訟。駱品達和素里市議會於2024年7月通過接納省府提供2億5千萬元撥款以進行警隊交替，素里市警察局亦於同年11月29日開始在市內執法。